# Adolf Heinrich Lier

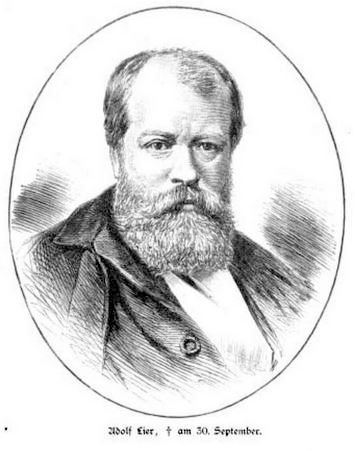
Adolf Lier

Adolf Heinrich Lier (* 21. Mai 1826 in Herrnhut; † 30. September 1882 in Vahrn bei Brixen in Südtirol) war ein deutscher Landschaftsmaler.

## Leben
Lier war Schüler von Richard Zimmermann an der Akademie der bildenden Künste in München. Ab dem Jahre 1849 malte Adolf Heinrich Lier Studien nach der Natur und Stillleben.
Von Lier existieren Bilder aus dem Chiemgau, Staudach und aus der Rosenheimer Gegend, Pang, Aising und Brannenburg.

### Jugend und Lehrzeit
Lier war der Sohn eines Goldschmiedes aus dem Mecklenburgischen und einer Bürgerstochter aus der Oberlausitz. Bereits mit 15 Jahren äußerte er den Wunsch, Maler werden zu wollen, was jedoch von seinem Vater nicht unterstützt wurde. Er besuchte daher die Baugewerkenschule in Zittau und die von Gustav Heine geleitete Bauschule in Dresden. Im Jahr 1846 wurde ihm für den Entwurf zu einem „herrschaftlichen, an einem Strom gelegenen Wohngebäude“ für die akademische Ausstellung die kleine silberne Medaille zuerkannt. Danach gelang es ihm für kurze Zeit, in das Atelier Gottfried Sempers aufgenommen zu werden. Im Jahr 1848 erhielt er, kurz nach dem Tod seines Vaters, die Möglichkeit, unter der Leitung des Architekten Melchior Berri in Basel die Entwürfe für die Herstellung der Decken eines Museumsbaus anzufertigen. Das Baufach bot ihm jedoch nie eine befriedigende Tätigkeit. Der Maler Carl Adolf Mende bestätigte Lier in seinem Entschluss, sich doch noch der Malerei zu widmen. Er begab sich unter die Leitung des Malers Seiffert, welcher ihn nach München weiter empfahl. Im Oktober 1849 siedelte er nach München über. Trotz der Empfehlung Seifferts, war die Aufnahme in München zunächst schwierig. Als Lier den Porträtmaler Joseph Bernhardt, einen Schüler Joseph Karl Stielers, um Aufnahme in dessen Atelier bat, lehnte dieser aus Platzgründen ab. Lier lernte dann durch Zufall den Maler Richard Zimmermann aus Zittau kennen, welcher ihn in sein Atelier aufnahm und zu seinem Berater wurde. Nachdem er in dessen Atelier kurze Zeit mit Porträts und Genrestücken beschäftigt war, auch beim Maler Bedellé Köpfe und Akte gezeichnet hatte, wandte er sich ausschließlich der Landschaftsmalerei zu, die seiner Neigung und Befähigung am meisten entsprach. Bald zeigte er sich als Zimmermanns bester Schüler und es entwickelte sich ein freundschaftliches Verhältnis zwischen den beiden. Zunächst trat Lier mit seinen Werken nicht an die Öffentlichkeit und erlangte erst im Jahr 1855 mit der Ausstellung einer „Dorfpartie bei Pabach“ im Münchener Kunstverein Aufmerksamkeit außerhalb von Künstlerkreisen. 1856 wurde er zum Jurator für die Beschickung einer Londoner Kunstausstellung gewählt.

### Erste künstlerische Periode
In seiner ersten Periode konzentrierte Lier sich auf die Gebirgswelt der Alpen und die schönen, stillen oberbayrischen Seen, welche er sich zum Motiv seiner Bilder wählte. In den Sommern unternahm er Studienreisen und ausgedehnte Ausflüge, welche ihn nach Tirol und ins Salzburgische führten. Längere Zeit arbeitete er in Brannenburg, wiederholt in der Raumsau und am Starnberger See; am liebsten weilte er jedoch am Chiemsee auf der Fraueninsel. Doch schon damals fühlte er, dass nicht das Gebirge, sondern die Hochebene um München und das Flachland im Allgemeinen eher seinen künstlerischen Neigungen entsprachen. Bereits in einem Brief aus dem Jahr 1856 äußerte er, dass er als Maler die Berge lieber in einer gewissen Entfernung habe, was er später oft wiederholte.

### Zweite künstlerische Periode
Im Jahr 1861 unternahm Lier seine erste zweimonatige Reise nach Paris. Dort traten ihm zum ersten Mal die großen Meister der französischen Landschaft, wie Rousseau, Baubinan, Corrot, Dupré, Diaz, Trouon entgegen, welche damals in ihrer größten Blüte standen. Das Ungewohnte jener realistischen Richtung frappierte ihn anfangs und erschloss sich ihm zunächst nicht. Jedoch wirkten die erhaltenen Eindrücke in ihm fort und ließen ihn nicht wieder los und prägten in ihm jede Kunstanschauungen, welche ihm bei allen seinen weiteren Arbeiten vorschwebten. Für Lier bestand das einzig wahre Prinzip der Landschaftsmalerei darin, die Natur durch ihre schlichte Einfachheit wirken zu lassen und er fand, dass auch das kleinste Stück Natur noch nachahmenswert und reizvoll sei – in sich um seiner selbst willen. So suchte er das Große in dem Einfachen, verschmähte den ganzen Apparat von Linien, Überschneidungen, Kulissen, die Häufung der Details zu Gunsten der Gesamtwirkung und legte auf den Totaleindruck und den Ton das Hauptgewicht. „Von dem Augenblick an, da mir diese Erkenntnis gekommen“, so sagte er selbst, „glaube ich erst wirklich, das Verständnis für die Kunst empfangen zu haben.“ Lier erschienen die französischen Meister wie Lichtbringer und er pries diese Wendung in seinen künstlerischen Anschauungen immer als die heilsamste, welche ihm für seine Arbeiten widerfahren sei.
Im Jahr 1864 unternahm er seine zweite längere Reise nach Paris, um sich in diesem Sinn zu vervollkommnen. Er begann mit dem Studium älterer Meisterwerke im Louvre und kopierte dort die Bilder, welche ihn am meisten fesselten. Unter den damals lebenden französischen Malern übte Jules Dupré die größte Anziehungskraft auf ihn aus, so dass er diesem für den Winter 1864/65 nach L’Isle-Adam folgte, um unter seiner Leitung Studien der Natur, Stillleben, sowie Kopien zu fertigen. Im darauf folgenden Jahr unternahm er eine dreimonatige Reise nach England mit Rückreise über Hamburg, Mecklenburg, Herrnhut und Dresden während dessen er sich in der in Frankreich erlernten Malweise übte. Das Resultat wurde 1866 als Abendlandschaft aus Mecklenburg veröffentlicht, welches ihm gute Kritiken einbrachte.
Im Jahr 1869 erhielt Lier den Auftrag, französische und belgische Maler zur Beschickung einer internationalen Kunstausstellung in München einzuladen und selbst Werke beizusteuern. Er war dort mit den „vier Tageszeiten“, einem „Morgen“, „Mittag“, „Abend“ und einer „Nacht“, sowie mit einer „Isargegend bei München“ vertreten, welche ihn weithin bekannt machten und Aufträge bescherten.
Im Herbst 1869 eröffnete er in seinem Haus eine eigene Landschaftsmalschule. Er führte zuerst die „paysage intime“ der Franzosen in Deutschland ein, ohne dabei seine Eigentümlichkeit einzubüßen und erzog auch seine Schüler in diesem Sinn. Bereits im Jahr 1873 gab er diese Lehrtätigkeit wieder auf, um wieder freier für sich selbst schaffen zu können und da er gesundheitlich geschwächt war.
Eine Reise nach Holland im Jahr 1873 inspirierte ihn zu dem Gemälde „Der Strand bei Scheveningen“.
Aufgrund eines Herzleidens war er in den letzten Jahren seiner Kunst ab 1874 nicht mehr so eifrig wie einst, obwohl gerade aus diesen Jahren mehrere seiner bedeutendsten Gemälde stammen.
Die Bilder, welche nach seinem zweiten Parisaufenthalt entstanden, lassen den Gegenstand der Zeichnung verhältnismäßig zurücktreten. Aller Nachdruck liegt auf der Stimmung, eine Wirkung beruht in erster Linie auf der feinen coloristischen Behandlung. Durch die Feinheit der Naturbeobachtung und durch den Zauber der in ihnen lebenden poetischen Empfindungen stehen diese Werke seiner zweiten Periode künstlerisch über denen der ersten.
Lier hoffte in Südtirol, wo er den Winter zubringen wollte, Erholung und Genesung zu finden, jedoch verstarb er auf der Reise dorthin am 30. September 1882 an einem Herzinfarkt.

## Werke (Auswahl)
| Periode 1856 bis 1865 | Periode 1856 bis 1865                              | Periode 1856 bis 1865 | Periode 1856 bis 1865           | Periode 1856 bis 1865                                                                                       |
| Bild                  | Titel                                              | Jahr                  | Größe / Material                | Ausstellung/Sammlung/Besitzer                                                                               |
| --------------------- | -------------------------------------------------- | --------------------- | ------------------------------- | --- |
|                       | Abendlandschaft bei heranziehendem Gewitter        | 1856                  | Öl auf Leinwand                 | |
|                       | Steinbild mit Kapelle an der Biber bei Brannenburg | 1857                  | Öl auf Leinwand                 | |
|                       | Getreideernte im Gebirge                           | 1857                  | 98,5 × 150 cm, Öl auf Leinwand  | |
|                       | Sommerlandschaft am Starnberger See                | um 1857               | 76 × 42 cm, Öl auf Leinwand     | Neue Pinakothek                                                                                             |
|                       | Starnberger See                                    | 1858                  | 90 × 128,5 cm, Öl auf Leinwand  | Bayer. Staatsgemäldesammlungen (Leihgabe der Bay. Hypoth. u. Wechselbank)                                   |
|                       | Der Starnberger See von Pöcking                    | 1856–1863             | 90 × 128,5 cm, Öl auf Leinwand  | |
|                       | Gegend bei Dachau                                  | 1859                  | Öl auf Leinwand                 | |
|                       | Sommermorgen                                       | 1860                  | 63 × 54 cm, Öl auf Leinwand     | |
|                       | Auf der Fraueninsel mit Blick auf die Kampenwand   | 1861                  | 44,5 × 66,5 cm, Öl auf Leinwand | |
|                       | Abend an der Isar bei München                      | 1862                  | Öl auf Leinwand                 | |
|                       | Strand bei Etretat an der Küste der Normandie      | 1863                  | Öl auf Leinwand                 | Dresdner Galerie                                                                                            |
|                       | Abend am Kanal bei Schleißheim                     | 1863                  | Öl auf Leinwand                 | |
|                       | Sommertag auf der Hochebene bei München            | 1863                  | gestochen von J. Richter        | |
|                       | Sommertag                                          | 1863                  | 98 × 150 cm, Öl auf Leinwand    | Galerie D. Heinemann, München; Hofkunsthandlung E. A. Fleischmann, München; vor 1928 Deutscher Privatbesitz |
|                       | Landschaft mit Schafherde                          | um 1865               | 69 × 50 cm, Öl auf Leinwand     | |

| Periode ab 1867 | Periode ab 1867                                         | Periode ab 1867 | Periode ab 1867                   | Periode ab 1867                                                                                            |
| Bild            | Titel                                                   | Jahr            | Größe / Material                  | Ausstellung/Sammlung/Besitzer                                                                              |
| --------------- | ------------------------------------------------------- | --------------- | --------------------------------- | --- |
|                 | Herbstmorgen. Allee im Nebel                            | 1867            | Öl auf Leinwand                   | |
|                 | Dorfgasse in England bei Mondschein                     | 1867            | Öl auf Leinwand                   | |
|                 | Mondnacht an der Dise                                   | 1867            | Öl auf Leinwand                   | |
|                 | Partie an der Elbe bei Pillnitz                         | 1868            | Öl auf Leinwand                   | |
|                 | Partie bei Schleißheim                                  | 1868            | Öl auf Leinwand                   | |
|                 | Vier Tageszeiten (Morgen, Mittag, Abend, Nacht)         | um 1869         | Öl auf Leinwand                   | |
|                 | Uferböschung mit Weiden                                 | um 1870         | 20,5 cm × 30 cm, Öl auf Malkarton | Norddeutscher Privatbesitz, eine Aquarell-Studie dieses Gemäldes befindet sich in der Münchener Pinakothek |
|                 | Kartoffelernte                                          | 1870            | Öl auf Leinwand                   | |
|                 | Im Englischen Garten                                    | 1870            | Öl auf Leinwand                   | |
|                 | Vier Jahreszeiten                                       | 1871            | Öl auf Leinwand                   | |
|                 | Landstraße im Regen                                     | 1872            | Öl auf Leinwand                   | |
|                 | Nebelmorgen am Chiemsee                                 | 1872            | Öl auf Leinwand                   | |
|                 | Der Strand bei Scheveningen                             | 1873            | Öl auf Leinwand                   | |
|                 | Kapelle auf bewaldetem Hügel                            | 1873            | 49,5 × 77 cm, Öl auf Leinwand     | 2005 in Auktion bei Christie’s, Amsterdam                                                                  |
|                 | Buchenwald (im Herbst)                                  | 1874            | 45 × 75 cm, Öl auf Leinwand       | Lenbachhaus, München                                                                                       |
|                 | Winterabend                                             | 1875            | Öl auf Leinwand                   | |
|                 | Herbstlandschaft am Abend mit heimkehrender Herde       | 1876            | Öl auf Leinwand                   | |
|                 | Abend an der Isar                                       | 1877            | Öl auf Leinwand                   | Berliner Nationalgalerie                                                                                   |
|                 | Im Eichenwald                                           | 1877            | Öl auf Leinwand                   | |
|                 | Abend im Moose                                          | 1878            | Öl auf Leinwand                   | |
|                 | Starnberger See                                         | 1879            | Öl auf Leinwand                   | |
|                 | Teich an der Landstraße bei Pang                        | 1879            | Öl auf Leinwand                   | |
|                 | Moosgegend bei Giggenhausen                             | 1881            | Öl auf Leinwand                   | |
|                 | Freisinger Moor bei Dachau                              | 1881            | Öl auf Leinwand                   | |
|                 | Theresienwiese mit Ruhmeshalle                          | 1882            | 205 × 110 cm, Öl auf Leinwand     | Neue Pinakothek, München, Detail: Ruhmeshalle                                                              |
|                 | Sonnenuntergang an der schottischen Küste               | 1882            | 65 × 128 cm, Öl auf Leinwand      | Rudolf Kosch, Berlin.; Staatsgalerie Stuttgart, Galerie Paffrath, Düsseldorf                               |
|                 | Etzenhausen                                             |                 | 62 × 75,2 cm, Öl auf Leinwand     | Slg. Stühler                                                                                               |
|                 | Viehherde an der Amper                                  |                 | 35,8 × 77,7 cm, Öl auf Leinwand   | Slg. Stühler                                                                                               |
|                 | Auf Frauenwörth                                         |                 | 59 × 90 cm, Öl auf Leinwand       | |
|                 | Spielende Kinder im Schnee                              |                 | Öl auf Leinwand                   | Elgin Court Designs Ltd., London                                                                           |
|                 | Sommertag in den Weiden                                 |                 | Öl auf Leinwand                   | |
|                 | Morgenstimmung bei Seefeld                              |                 | Öl auf Leinwand                   | |
|                 | Mondschein an der Oise                                  |                 | Öl auf Leinwand                   | |
|                 | Moorlandschaft mit Hirsch und Enten bei Sonnenuntergang |                 | 45 × 95 cm, Öl auf Leinwand       | 1988 in Auktion bei Christie’s, London                                                                     |
|                 | Auf der Hühnerjagd                                      |                 | 21,5 × 37,5 cm, Öl auf Eichenholz | 2008 in Auktion bei Fischer Auktionen                                                                      |
|                 | Flusslandschaft mit Schiffen                            |                 | 20,3 × 40,6 cm, Öl auf Holz       | 1995 in Auktion bei Christie’s London; The Watson Galleries, Montreal                                      |
|                 | Auf dem Bauernhof                                       |                 | Öl auf Leinwand                   | 2006 in Auktion bei Christie’s London                                                                      |
|                 | Enten auf einem See bei Abenddämmerung                  |                 | Öl auf Leinwand                   | 2008 in Auktion bei Christie’s London                                                                      |
|                 | Heimkehr von der Ernte                                  |                 | 17,5 × 39,7 cm, Öl auf Holz       | Kunsthalle Bremen (Vermächtnis Generalkonsul Eugen Kulenkamp 1897)                                         |